# Chapter 8
"Chapter 8" es el octavo episodio de la sexta temporada de la serie de televisión horror y antología American Horror Story, el episodio se estrenó originalmente el 2 de noviembre de 2016 a través de la señal de cable FX.

## Trama
Después de que Dominic (Cuba Gooding Jr.) y Shelby (Lily Rabe) presenciaron el asesinato de Agnes (Kathy Bates) por el Carnicero (Susan Berger), los fantasmas de los colonos rodean la casa y se apoderan de su ataque. Shelby y Dominic, después de que ambos recuperaron su compostura brevemente, establecieron su plan de escape a través del pasillo del sótano, pero están infestados por los fantasmas de la familia Chen que los atacan. Los otros fantasmas resurgen en la casa y atacan, hiriendo gravemente a Shelby y Dominic en el proceso. Los dos se vieron obligados a esconderse dentro del baño del dormitorio, pero Shelby ya no podía manejar la situación para sobrevivir por culpa del asesinato después de asesinar a Matt (André Holland) y se suicida mientras Dominic observa con horror.
En su complejo familiar, los Polks continúan torturando a Lee (Adina Porter), Audrey (Sarah Paulson) y Monet (Angela Bassett) como su acto de retribución por explotar su delito sádico y el secuestro de sus nietos. Mamá (Robin Weigert) y su reacio hijo Jether (Finn Wittrock) están masacrando la pierna de Lee. Desde la narración de la matriarca detrás de sus acciones como un ritual familiar, los Polks primero recurrieron al canibalismo con un grupo de ladrones de cerdos como sus primeras víctimas durante la Gran Depresión. El hijo corta la oreja derecha de Lee, detallando otra tradición familiar de presentar orejas en escabeche como regalos durante la Navidad. Después de que mamá dejó a Jether para vigilar a Lee en el sótano; este último compensa al hijo, insistiendo en que su familia lo estaba tratando como a un inepto, dándole la fama y la atención que deseaba. Jether, quien mostró su interés por Lee sin ninguna intención de matarla, se niega y explica que nunca estará a la altura de su antepasado Kincaid Polk, quien emuló a Piggy Man y asesinó a varias personas en la Feria Mundial de Chicago en 1893, que dio paso a una leyenda urbana a partir de entonces. Después de rechazar su oferta de drogas a ella; Lee le pide a Jether que explique más sobre la tradición familiar de Polk y, en caso de su inminente destino, solicitó grabar su último mensaje a su hija Flora ante la cámara. En su mensaje, Lee confiesa que ella asesinó a su exesposo Mason por resentimiento ante su custodia primaria a Flora. Luego, Lee usa la ventaja de su libertad al seducir a Jether, quien libera sus restricciones mientras Lee lo incapacita y lo mata apuñalándolo en el cuello con un cuchillo.
Mientras tanto, Audrey y Monet intentaron explicar la verdad detrás de la pérdida de los niños salvajes a los Polks, pero negaron sus acusaciones y comenzaron a sacar los dientes de cada una de las actrices para crear collares como sacramentales familiares. Mientras intentan quitarle los dientes a Monet, su silla se rompe y retrocede antes de que ella logre escapar del complejo mientras Ishmael (Frank Collison) y Lot (Frederick Koehler) la persiguen en el bosque mientras que Mamá continúa arrancando a Audrey. Dientes, pero Lee llega y golpea a la matriarca Polk por detrás con un martillo. Cuando Mama Polk recupera la conciencia, Audrey agarra el martillo de Lee y golpea repetidamente la cabeza de Mama, matándola. Cuando Lee y Audrey regresaron a la granja a través de su pasadizo secreto hasta el sótano, la primera se echó a llorar al ver el cadáver mutilado de su hermano mientras Audrey intentaba recuperar la compostura antes de dirigirse a la habitación del piso superior. Audrey trató de consolar a Lee mientras recuperaba su salud, pero cuando la primera entra al baño para buscar agua, se horrorizó al ver el cadáver de Shelby. Cuando Dominic trató de explicar su historia, estalló una feroz discusión entre los tres, durante la cual un afligido Lee bloquea a Dominic en el pasillo donde es asesinado por el Piggy Man, que se opone a que sea responsable de la muerte de su hermano y hermana. -ley. A la mañana siguiente, Lee convence a Audrey de que tienen que volver al complejo de la familia Polk para recuperar las pruebas en video de su tortura por los Polks como prueba de su historia. A pesar de las protestas de Audrey, están de acuerdo en hacerlo, pero justo cuando toman la puerta principal para irse, se enfrentan a una persona vestida con un traje de Piggy Man que resulta ser Dylan (Wes Bentley), el reenactor que retrató a Ambrose White. Para sorpresa de las mujeres.
- Datos: Q27877357